# Télémos

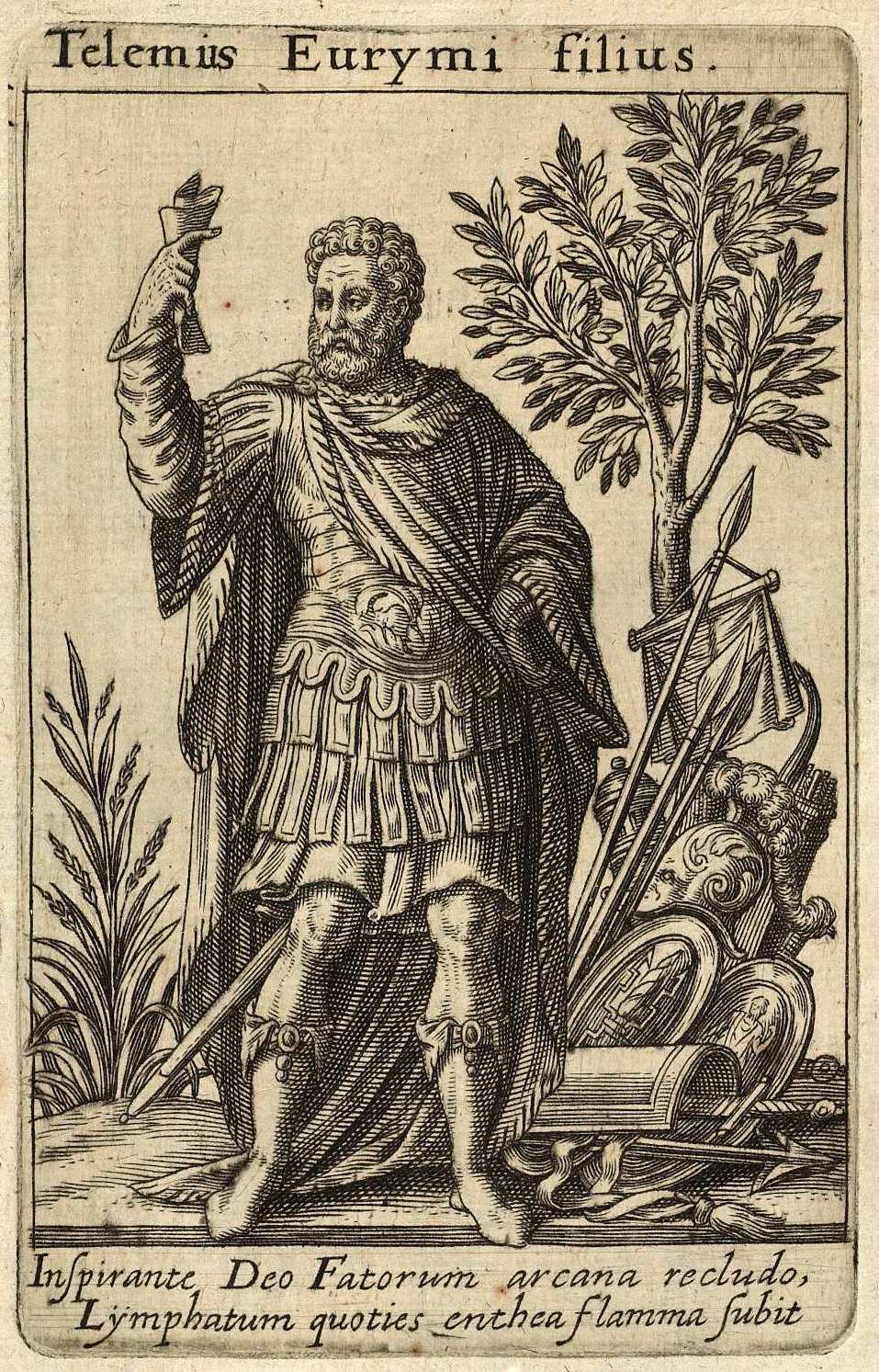
Télémus, fils d'Eurymides - gravure sur cuivre de Johann Theodor de Bry (1615)

Télémos ou Télémus (en grec ancien Τήλεμος / Tếlemos) est un devin dans la mythologie grecque, parfois décrit comme un cyclope.

## Famille
Sa parenté diffère selon les auteurs. Il est ainsi, chez Homère, le fils d'Eurymos. Pour Ovide, il est le fils  fils de Protée et Psamathée. On le dit aussi parfois fils d'Eurymidès qui lui aurait transmis son don.

## Mythologie
Télémos avait le don de lire l’avenir. Il alla retrouver Polyphème sur l’Etna et il lui prédit qu’Ulysse lui crèverait son unique œil. Polyphème ne lui accorda aucun crédit. Télémos le quitta et il vieillit au milieu des cyclopes en leur annonçant leur avenir.

## Sources
1. ↑  Odyssée d'Homère, ix, 509; traduit en anglais par Ian C. Johnston
2. ↑  Ovide, Métamorphoses [détail des éditions] [lire en ligne], XIII, 770

- Ovide, Métamorphoses [détail des éditions] [lire en ligne], XIII, 770